# Conde de Pereira Marinho
O título de Conde de Pereira Marinho foi criado por decreto de 7 de Março de 1881 do rei D. Luís I de Portugal a favor de Joaquim Pereira Marinho, 1.º conde de Pereira Marinho, único titular.
Joaquim Pereira Marinho (freguesia de Salvador da Villa-Cova, distrito de Braga – Salvador, 1887) foi um negociante português que enriqueceu no Brasil com o tráfico ilegal de escravos vindos da África. Conquistou o título de conde como parte de um esforço para estabelecer uma imagem de membro da alta sociedade da Bahia.
Marinho era o segundo dos quatro filhos de pequenos proprietários rurais. Órfão de pai e mãe, foi criado pelo irmão mais velho, vigário na freguesia de Salvador da Villa-Cova, distrito de Braga, norte de Portugal. O primeiro registro dele no consulado português da Bahia é de 1828, como marítimo (funcionário de navios), e dois anos depois ele já é registrado como proprietário de navios. Em 1831 a Lei Feijó passou a proibir, em teoria, a importação de escravos africanos, mas ficou conhecida como "Lei para Inglês Ver", pois o Estado brasileiro ainda apoiava os traficantes. Marinho continuou trazendo cativos da África para as Américas mesmo depois da promulgação da Lei Eusébio de Queiroz, que em 1851 proibiu o tráfico em definitivo. A partir dessa época o tráfico de escravos começa a ser entendido no Brasil como algo nefasto, e os traficantes passam a sofrer críticas. Para se defender, a partir de 1860 Pereira Marinho redobrou ações de caridade. Ele era um traficante filantropo, no Brasil Marinho ajudou vítimas de tragédias e da seca em estados do Nordeste, apoiou obras de caridade, fez reparos em bairros de Salvador e tornou-se patrono da Santa Casa de Misericórdia. Há uma estátua do português Joaquim Pereira Marinho diante do hospital Santa Isabel, no Largo de Nazaré, em Salvador, na Bahia.